# Novomlýnský vrch
Novomlýnský vrch s výškou 546 m n. m. leží nad bývalým Novým Mlýnem, nad údolím řeky Odry a u zaniklé vesnice Rudoltovice v Oderských vrších ve vojenském újezdu Libavá v okrese Olomouc v Olomouckém kraji. Na vrcholu se nacházejí ruiny základů domů z osady patřící k Rudoltovicím. Novomlýnský vrch se nachází ve vojenském újezdu Libavá a proto je oficiálně veřejnosti bez povolení nepřístupný.

## Další informace

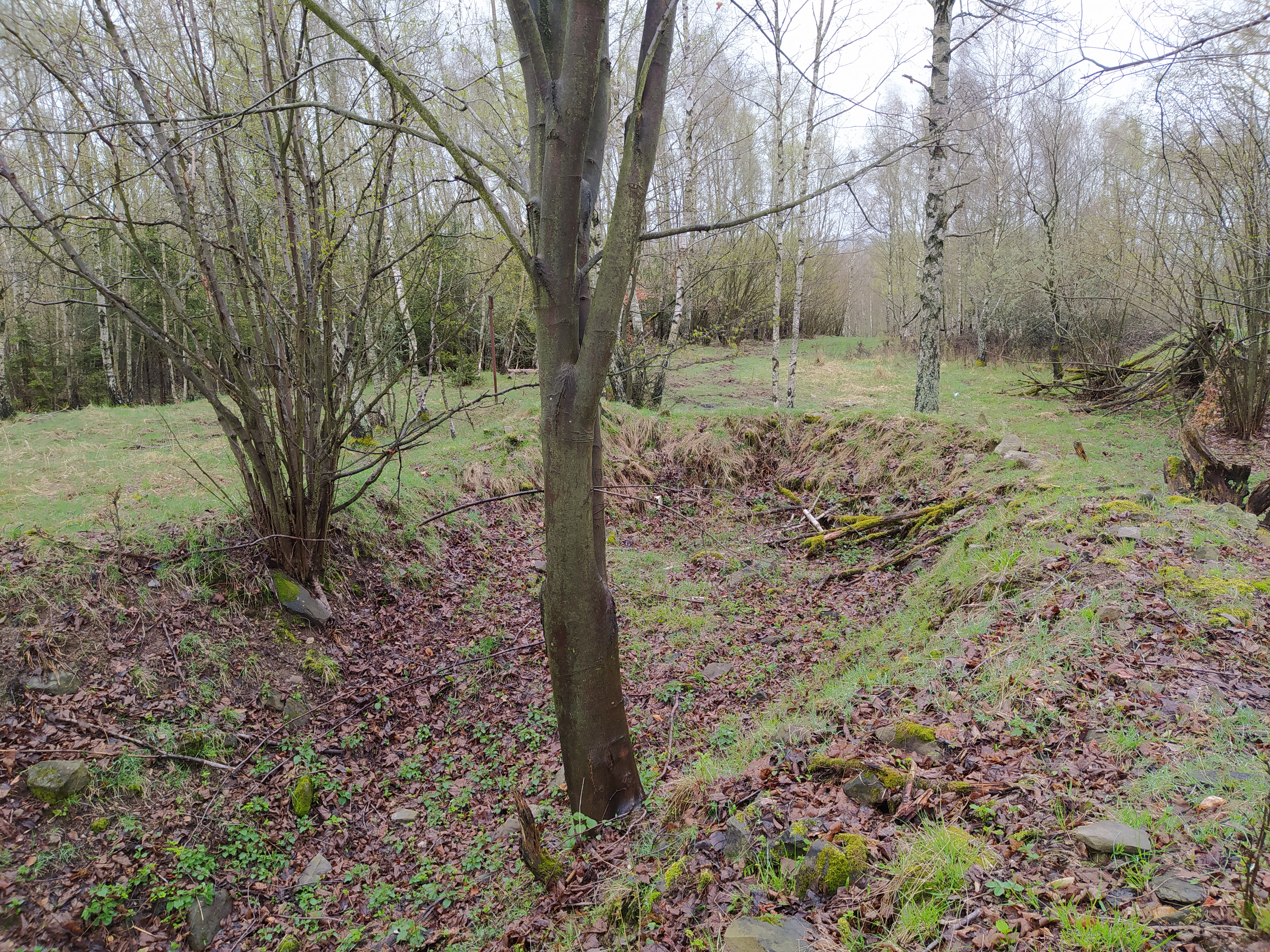
na vrcholu Novomlýnského vrchu

Na Novomlýnský vrch se lze dostat pouze lesními a polními cestami.
Obvykle jedenkrát ročně může být Novomlýnský vrch a jeho okolí přístupné veřejnosti v rámci cyklo-turistické akce Bílý kámen.